# Mithukaram
Mithukaram (en népalais : मिथुकरम) est un comité de développement villageois du Népal situé dans le district de Nawalparasi. Au recensement de 2011, il comptait 2 441 habitants.